# Puyallup (Washington)
Puyallup je grad u američkoj saveznoj državi Washington. Prema popisu stanovništva iz 2010. u njemu je živjelo 37.022 stanovnika.